# Heinrich Johannes Krebs
Heinrich Johannes Krebs (16. maj 1742 i Fartoft, Hertugdømmet Slesvig – 18. maj 1804 i København) var en dansk officer og matematiker, farbror til Andreas Samuel Krebs.

## Karriere
Han var søn af sognepræst Cai Diderik Krebs (1705-1763) og Anne Christine Riese. Efter først af sin fader at være forberedt til det teologiske studium tilbragte han årene 1760-64 ved gymnasiet i Altona, hvor han bl.a. studerede matematik. Derefter studerede han et år i Göttingen matematik under Abraham Gotthelf Kästner samt militære og civile bygningsfag. 1766 kom han til København, hvor han 1767 blev sekondløjtnant, 1773 premierløjtnant, 1787 kaptajn i Artillerikorpset. I 1776 fik han titel af professor, 1790 sattes han à la suite i korpset, 1792 optoges han som medlem i Videnskabernes Selskab, 1798 blev han karakteriseret major, og 18. maj 1804 døde han.

## Lærervirksomhed
I 1768, altså kort efter sin ankomst til København, blev han antaget til lærer i ren og anvendt matematik ved den udvidede undervisning for artillerikadetterne, som vel var begyndt nogle år tidligere, men ved hans og sekondløjtnant Mechlenburgs samtidige ansættelse hævede sig til en større betydning. Da i 1772 dette artillerikadetinstitut ved Heinrich Wilhelm von Huths energiske bestræbelser fik kongelig stadfæstelse, beholdt Krebs sin lærerstilling, i hvilken han forblev indtil 1803. Denne virksomhed, hvori han gjorde god fyldest, fik en mere vidtrækkende betydning derved, at der da næppe andensteds i landet gaves en såvel sammenhængende undervisning i matematikken fra dens første begyndelse op til de vigtigste egenskaber ved keglesnittene. Kun blev det allerede dengang beklaget, at denne undervisning dels på grund af Krebs' egen tyske uddannelse, dels på grund af militærvæsenets tyske tilsnit gaves på tysk til ikke ringe besvær for mange af kadetterne. De for den tid gode og fuldstændige Lærebøger, som Krebs efterhånden udgav til brug ved denne undervisning, og som erstattede de tarveligere bøger, han tidligere havde måttet anvende og supplere ved diktat, er derfor også tyske. De er: Anfangsgründe der reinen Mathematik, I. Arithmetik (1777), II. Geometri (1778, 2. udgave 1792-94), Anfangsgründe der höheren Geometrie (*dvs.: en kort lære om keglesnit) (1799) og Anfangsgründe der Mechanik I (Statik) (1802). De to sidste blev dog samtidig udgivet på dansk af F.W.H. Mourier og af Krebs' søn F.W. Krebs (der i sin ungdom dyrkede matematikken og senere blev digeinspektør i Slesvig). Krebs har også udgivet nogle krigsvidenskabelige afhandlinger.
Gift 27. januar 1773 i Sankt Petri Kirke med Christiane Sophie van Bracht (5. september 1745 i København – 10. januar 1818 sst.), datter af hoflakerer Frederik Christian van Bracht (ca. 1720-1759) og Dorothea Elisabeth Leitloff (1729-1782).
Han er begravet i Frederiks tydske Kirke (nu Christians Kirke). Der findes et portrætmaleri af Krebs.